# Roberto Negro

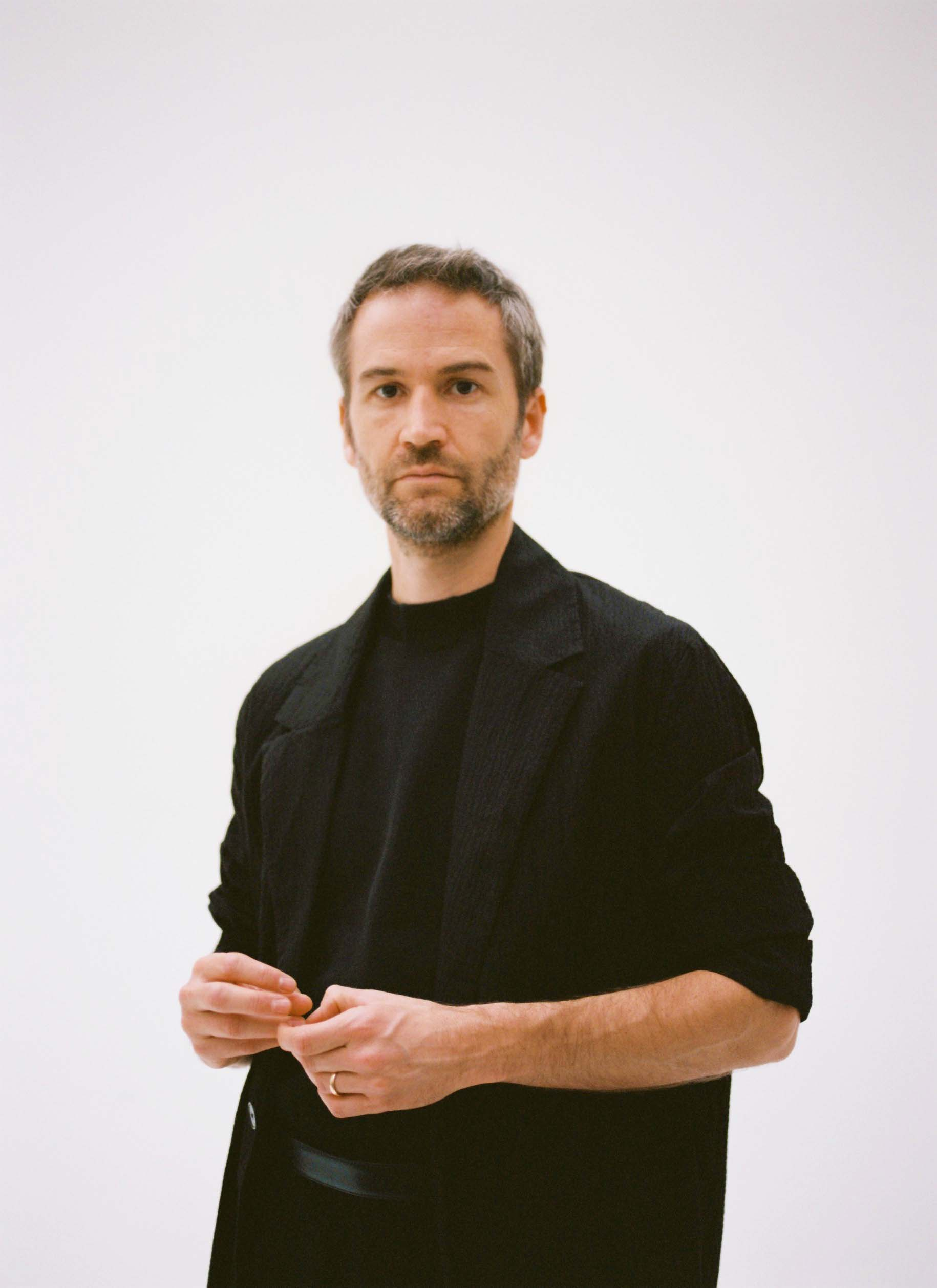
Roberto Negro, 2023

Roberto Negro (* 28. Mai 1981 in Turin) ist ein italienischer Jazzmusiker (Piano, Komposition).

## Leben und Wirken
Negro wuchs in Kinshasa auf, wo er die französische Schule besuchte. Nach einer naturwissenschaftlichen Hochschulausbildung studierte er Musik in Frankreich, zunächst in Chambéry und dann in Paris. Seit 2010 erschienen in unterschiedlichen Konstellationen „Alben von bestechender Originalität.“
Negro ist seit 2011 Mitglied der französischen Musikergemeinschaft Tricollectif in Orleans. Er arbeitete in Duos mit Théo Ceccaldi (Alben Babies, Montevago) und als Metanuits mit Émile Parisien. Mit dem Programm Les Métanuits, einer Adaptation von György Ligetis erstem Streichquartett für Piano und Saxophon, tourte er auch international. Im Trio DaDaDa mit Parisien und Michele Rabbia legte er 2017 das Album Saison 3 vor, mit Valentin Ceccaldi und Sylvain Darrifourcq arbeitete er im Trio Garibaldi Plop. Weiterhin spielte er in Gruppen mit den Namen La Scala (mit den Gebrüdern Ceccaldi und Schlagzeuger Adrien Chennebault, gleichnamiges Album 2014) und Kimono (mit Christophe Monniot, Bassist Stéphane Decolly und Adrien Chennebault, gleichnamiges Album 2015). 2018 erschien sein Soloalbum Kings and Bastards bei CAM Jazz, 2020 folgte Papier Ciseau (im Quartett mit Michele Rabbia, Émile Parisien und Valentin Ceccaldi) bei Label Bleu. Parisien holte ihn in sein europäisch-amerikanisches Sextett Louise. Weiterhin arbeitete er mit Élise Caron und Xavier Machault.
Für Karl Lippegaus ist er als Pianist faszinierend und zugleich „ein ideenreicher Komponist, der gelegentlich an Erik Satie und John Cage erinnert.“ Negro ist weiterhin auf Alben von David Enhco und mit dem Grand Orchestre du Tricot zu hören.

## Preise und Auszeichnungen
Negro gewann 2018 den Preis „Jazzalbum des Jahres“ bei den Victoires du Jazz für das Trioalbum DaDaDa und wurde 2017 von der Akademie Charles Cros zum Favoriten gewählt.